# Beşiktaş JK Istanbul (Basketball)
Beşiktaş GAIN Istanbul ist die Basketballabteilung des türkischen Sportvereins Beşiktaş Istanbul aus dem Stadtteil Beşiktaş im europäischen Teil der größten Stadt des Landes, Istanbul. Die größten Erfolge im Basketball erzielte Beşiktaş (unter dem Namen Beşiktaş Milangaz) im Jahr 2012 mit dem Gewinn des Triples, bestehend aus der türkischen Meisterschaft, dem türkischen Pokal und der EuroChallenge. Beşiktaş bestreitet seine Spiele in der Beşiktaş Akatlar Arena.

## Geschichte
Beşiktaş Istanbul gründete 1933 seine erste Basketballmannschaft. Nachdem viele Spieler den Verein verlassen hatten, stellte er 1936 den Spielbetrieb ein. Nach vier Jahren Pause wurde der Spielbetrieb wieder aufgenommen. 1957 erzielte Hüdai Budanır gegen Karagücü in der damaligen Istanbul Liga 110 Punkte. Beşiktaş gewann mit 110:46. Der Rekord von Budanır wurde später von Erman Kunter mit 153 Punkten übertroffen.
1966/67 bis 1976/77 verpasste Beşiktaş dreimal den Gewinn der türkischen Basketballmeisterschaft. 1974/75 holte Beşiktaş seinen ersten türkischen Meistertitel in der Vereinsgeschichte. Beşiktaş erlebte 1997 eine schlechte Saison, nach der regulären Spielzeit stand das Team als 13. auf einem Abstiegsplatz. Doch durch die finanziellen Probleme von Yıldırımspor, das sich von der Ersten Liga zurückzog, blieb Beşiktaş in der Ersten Liga.
2004/05 schafften die Schwarz-Weißen nach 30 Jahren den Einzug ins Play-off-Finale. Der Gegner hieß Efes Pilsen Istanbul. Efes Pilsen entschied das Finale für sich mit einer Serie von 3:1.
Ab der Saison 2005/06 war der Hauptsponsor Cola Turka Teil des Mannschaftsnamens, in der Saison 2011/12 trug der Verein den Namen des Versorgungsunternehmens Milangaz, nach Beginn der Saison 2012/13 hat der Verein den Namen „Beşiktaş Integral Forex“.
2011/12 wurden die schwarzen Adler nach 37 Jahren wieder türkischer Meister, nachdem sie im Play-off-Finale Anadolu Efes mit einer Serie von 4:2 schlugen. Dies war zugleich der 3. Pokal in einer sehr erfolgreichen Saison.

## Sponsorennamen
Aufgrund von Sponsorverträge veräußert der Verein seit dem Sommer 2005 seine Sponsoringrechte und trägt infolgedessen in seinem Namen auch den jeweiligen Sponsornamen mit. Die bisherigen Sponsorennamen sind:
- Beşiktaş Cola Turka (2005–2011)
- Beşiktaş Milangaz (2011–2012)
- Beşiktaş (2012–2013)
- Beşiktaş İntegral Forex (2013–2015)
- Beşiktaş Sompo Japan (2015–2019)
- Beşiktaş Sompo Sigorta (2019–2020)
- Beşiktaş (2020–2021)
- Beşiktaş Icrypex (2021–2022)
- Beşiktaş Emlakjet (2022–2024)
- Beşiktaş Fibabanka (2024–2025)
- Beşiktaş GAIN (seit 2025)

## Aktueller Kader
| Nr. | Nat.               | Name            | Position | Geburt     | Größe  | Info |
| --- | ------------------ | --------------- | -------- | ---------- | ------ | ---- |
| 2   | Vereinigte Staaten | Jonah Mathews   | Guard    | 10.02.1998 | 191 cm |      |
| 6   | Turkei             | Berk Uğurlu     | Guard    | 27.04.1996 | 192 cm |      |
| 7   | Turkei             | Yiğit Arslan    | Guard    | 12.05.1996 | 198 cm |      |
| 9   | /                  | Conor Morgan    | Center   | 03.08.1994 | 206 cm |      |
| 20  | Turkei             | Kerem Konan     | Forward  | 09.10.2004 | 198 cm |      |
|     | Vereinigte Staaten | Devon Dotson    | Guard    | 02.08.1999 | 188 cm |      |
|     | Vereinigte Staaten | Brynton Lemar   | Guard    | 23.01.1995 | 191 cm |      |
|     | Vereinigte Staaten | Anthony Brown   | Forward  | 10.10.1992 | 198 cm |      |
|     | Vereinigte Staaten | Vitto Brown     | Guard    | 13.07.1995 | 203 cm |      |
|     | Turkei             | Canberk Kuş     | Forward  | 12.08.1996 | 204 cm |      |
|     | Frankreich         | Ismaël Kamagate | Center   | 17.01.2001 | 211 cm |      |
|     | Kroatien           | Ante Žižić      | Center   | 04.01.1997 | 210 cm |      |

| Nat.    | Name              | Position   |
| ------- | ----------------- | ---------- |
| Serbien | Dušan Alimpijević | Head Coach |

| Abk. | Bedeutung                       |
| ---- | ------------------------------- |
| Nr.  | Trikotnummer                    |
| Nat. | Nationalität                    |
| C    | Mannschaftskapitän              |
| S    | Suspension                      |
|      | Verletzungsbedingte Inaktivität |

## Erfolge

### Herren
- FIBA EuroChallenge: 2011/12
- Türkischer Meister: 1974/75, 2011/12
- Türkischer Pokalsieger: 2011/12
- Türkischer Supercupsieger: 2012

### Damen
- Türkischer Meister: 1984, 1985, 2005